# Frances Ha
Frances Ha är en amerikansk dramakomedifilm producerad av Noah Baumbach från 2012.
Filmen beskrevs av vissa kritiker som ett exempel på filmgenren Mumblecore. Handlingen följer en New York-kvinna (som egentligen inte har någon egen lägenhet), som går som lärling för ett danskompani (fast hon egentligen inte är en dansös), och som slänger sig med huvudet först in i sina drömmar, även när möjligheten att förverkliga dem minskar...

## Rollista i urval
- Greta Gerwig – Frances Halladay
- Mickey Sumner – Sophie Levee
- Adam Driver – Lev Shapiro
- Michael Zegen – Benji
- Patrick Heusinger – Reade "Patch" Krause
- Michael Esper – Dan
- Charlotte d'Amboise – Colleen
- Grace Gummer – Rachel
- Josh Hamilton – Andy
- Maya Kazan – Caroline
- Justine Lupe – Nessa
- Britta Phillips – Nadia
- Juliet Rylance – Janelle
- Dean Wareham – Spencer